# Royal Holloway, University of London
Royal Holloway ist ein College der University of London. Im internationalen Times Higher Education Ranking 2013–2014 lag es auf Platz 102.
Die Royal Holloway verfügt über drei Fakultäten und 18 akademische Abteilungen. In der Einrichtung studieren rund 12.000 Personen aus über 100 Ländern.

## Geschichte

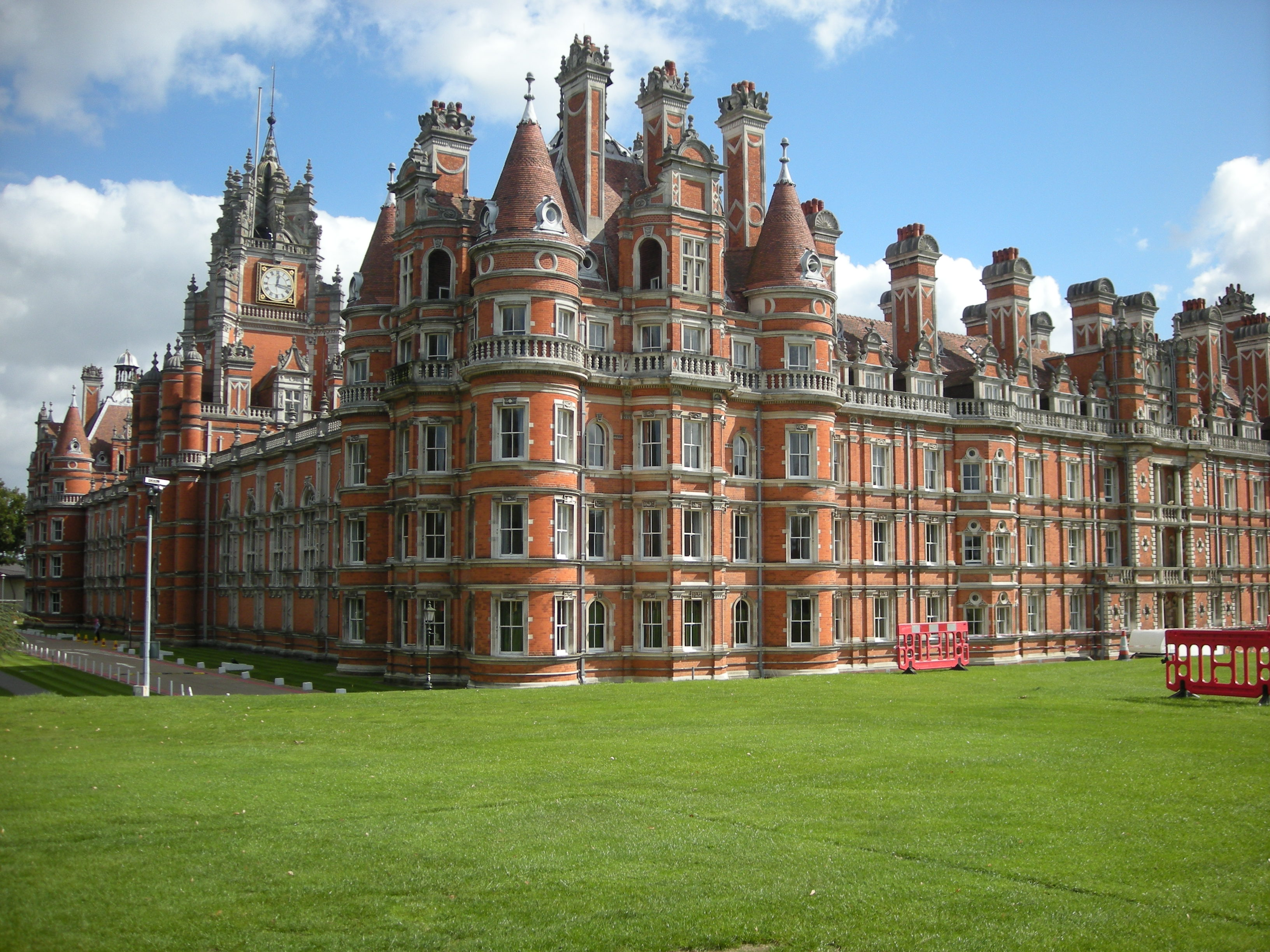
Universitätsgebäude in Egham

Die Royal Holloway wurde 1879 vom Unternehmer und Philanthropen Thomas Holloway (1800–1883) gegründet und 1900 in die University of London aufgenommen; die Institution befindet sich in Egham, rund 30 km von London entfernt. 1886 wurde die Universität von Königin Victoria für junge Frauen eröffnet. Erst ab 1965 wurden Männer für ein Studium zugelassen.
1985 wurde das Royal Holloway College mit dem Bedford College vereinigt und heißt seitdem offiziell Royal Holloway and Bedford New College, tritt aber in der Öffentlichkeit weiterhin unter seinem ursprünglichen Namen auf.

## Fakultäten

### Faculty of Arts & Social Sciences
- Department of Classics & Philosophy
- Department of Drama & Theatre
- Department of English
- Department of European Studies
- Department of History
- Department of Media Arts
- Department of Modern Languages, Literatures & Cultures
- Department of Music
- Department of Politics & International Relations
- Department of Social Work

### Faculty of Management & Economics
- Department of Economics
- School of Management
- Centre for Criminology & Sociology

### Faculty of Science
- School of Biological Sciences
- Department of Computer Science
- Department of Earth Sciences
- Department of Geography
- Information Security Group
- Department of Mathematics
- Department of Physics
- Department of Psychology

## Zahlen der Studierenden
Von den 11.530 Studenten des Studienjahrens 2019/2020 waren 6.595 weiblich und 4.935 männlich. 8.340 Studierende kamen aus England, 15 aus Schottland, 125 aus Wales und 860 aus der EU.

## Persönlichkeiten

### Rektoren
- Matilda Ellen Bishop (1842–1913), Pädagogin und erste Rektorin

### Dozenten
- Boris Rankov (* 1954), Althistoriker und Ruderer